# 광주광역시의회의원 목록
다음은 광주광역시의회의원 23명 명단이다.

## 의원 목록
| 선거구           | 이름   | 소속정당     | 관할구역                                                       | 비고        |
| ---------------- | ------ | ------------ | -------------------------------------------------------------- | ----------- |
| 동구 제1선거구   | 홍기월 | 더불어민주당 | 충장동, 동명동, 계림1동, 계림2동, 산수1동, 산수2동             | 무투표 당선 |
| 동구 제2선거구   | 박미정 | 더불어민주당 | 지산1동, 지산2동, 서남동, 학동, 학운동, 지원1동, 지원2동       | 무투표 당선 |
| 서구 제1선거구   | 강수훈 | 더불어민주당 | 양동, 양3동, 농성1동, 농성2동, 화정1동, 화정2동                | 무투표 당선 |
| 서구 제2선거구   | 명진   | 더불어민주당 | 광천동, 유덕동, 치평동, 상무1동, 동천동                        |             |
| 서구 제3선거구   | 이명노 | 더불어민주당 | 화정3동, 화정4동, 풍암동                                       |             |
| 서구 제4선거구   | 심철의 | 더불어민주당 | 상무2동, 서창동, 금호1동, 금호2동                              |             |
| 남구 제1선거구   | 서임석 | 더불어민주당 | 봉선1동, 월산동, 월산4동, 월산5동, 주월1동, 주월2동            | 무투표 당선 |
| 남구 제2선거구   | 임미란 | 더불어민주당 | 봉선2동, 진월동, 효덕동, 송암동, 대촌동                        | 무투표 당선 |
| 남구 제3선거구   | 박희율 | 더불어민주당 | 양림동, 방림1동, 방림2동, 사직동, 백운1동, 백운2동             | 무투표 당선 |
| 북구 제1선거구   | 안평환 | 더불어민주당 | 중흥1동, 중흥2동, 중흥3동, 중앙동, 임동, 신안동                | 무투표 당선 |
| 북구 제2선거구   | 정다은 | 더불어민주당 | 우산동, 문흥1동, 문흥2동, 오치1동, 오치2동                     |             |
| 북구 제3선거구   | 신수정 | 더불어민주당 | 풍향동, 문화동, 두암1동, 두암2동, 두암3동, 석곡동              | 무투표 당선 |
| 북구 제4선거구   | 조석호 | 더불어민주당 | 용봉동, 삼각동, 일곡동, 매곡동                                 |             |
| 북구 제5선거구   | 심창욱 | 더불어민주당 | 운암1동, 운암2동, 운암3동, 동림동                              | 무투표 당선 |
| 북구 제6선거구   | 김나윤 | 더불어민주당 | 건국동, 양산동, 신용동                                         |             |
| 광산구 제1선거구 | 최지현 | 더불어민주당 | 송정1동, 송정2동, 도산동, 어룡동, 동곡동, 평동, 삼도동, 본량동 |             |
| 광산구 제2선거구 | 정무창 | 더불어민주당 | 신흥동, 우산동, 월곡1동, 월곡2동, 운남동                       |             |
| 광산구 제3선거구 | 박필순 | 더불어민주당 | 첨단1동, 첨단2동                                               | 무투표 당선 |
| 광산구 제4선거구 | 이귀순 | 더불어민주당 | 비아동, 신가동, 신창동                                         |             |
| 광산구 제5선거구 | 박수기 | 더불어민주당 | 하남동, 임곡동, 수완동                                         | 무투표 당선 |
| 비례대표         | 채은지 | 더불어민주당 | 광주광역시 일원                                                |             |
| 비례대표         | 서용규 | 더불어민주당 | 광주광역시 일원                                                |             |
| 비례대표         | 김용님 | 국민의힘     | 광주광역시 일원                                                |             |

## 같이 보기
- 광주광역시의회